# Manuel Ortiz de Zárate
Manuel Ortiz de Zárate, né le 9 octobre 1887 à Côme, en Italie, et mort le 28 octobre 1946 à Los Angeles, aux États-Unis, est un peintre chilien.

## Biographie

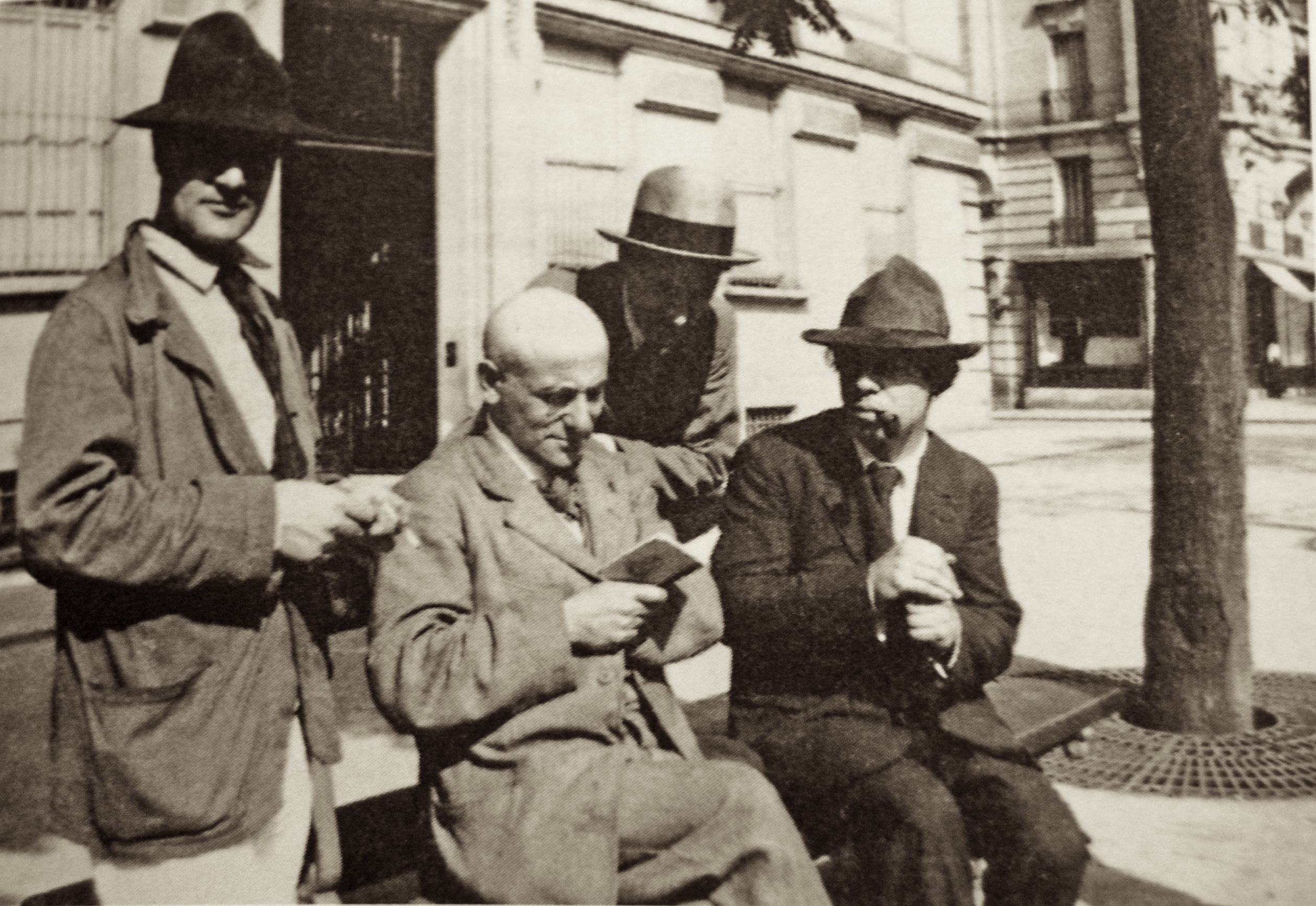
Amedeo Modigliani, Max Jacob, André Salmon et Manuel Ortiz de Zárate. Photo prise par Jean Cocteau à Montparnasse en 1916 : tous les cinq sont des fidèles de la salle Huyghens.

Né Manuel Revuelta Ortiz de Zárate à Côme en Italie, il est le fils du compositeur chilien Eleodoro Ortiz de Zárate, et frère cadet du peintre Julio Ortiz de Zárate.
À l'âge de quatre ans, sa famille retourne s'installer au Chili. À l'âge de six ans il perd sa mère. Il y reçoit des leçons de peinture auprès de Pedro Lira Rencoret (1845-1912) avant de s'inscrire aux Beaux-Arts de Santiago du Chili.
En 1902, à l'âge de quinze ans, il quitte le Chili pour l'Italie. Il étudie la peinture à Rome, recopiant les anciens maitres dans les musées. Soutenu par un évêque espagnol qui le trouve peignant dans un musée, il survit en reproduisant des peintures à motif religieux, principalement de Guido Reni, qu'il vend à des églises ou à des prêtres. Il se rend plusieurs fois à Paris.
En 1904, il rencontre Amedeo Modigliani à Venise, à qui il parle de Cézanne et décrit la vie d'artiste à Paris.
Il s'éprend d'Édwige Piechowska, qui vient d'achever ses études à l'Académie des beaux-arts de Varsovie et qui les prolonge à Florence.
Attiré par l'activité artistique régnant en France, ils déménagent en 1906 à Paris, où ils vont occuper successivement plusieurs ateliers dans le quartier du Montparnasse, notamment à la Ruche.
Là, il intègre le milieu des artistes retrouvant Modigliani et d'autres futurs grands de l'art mondial.
Manuel Ortiz de Zárate devient une figure du quartier du Montparnasse, Apollinaire parle de lui comme de « l'unique Patagon de Paris ».
Il peint dans le style cubiste, et est alors sous contrat avec le marchand Léonce Rosenberg.
En 1914, Manuel Ortiz de Zárate et Modigliani tentent de s'engager dans l'armée, mais ils sont refusés pour des raisons de santé.
Sa famille s'agrandissant, il déménage au 8, rue de la Grande-Chaumière.
Durant la Seconde Guerre mondiale, il reste en France malgré l'occupation allemande. Après la guerre, il part aux États-Unis, où il meurt en 1946 à Los Angeles.
Sa fille Laure a épousé le chef décorateur et directeur artistique Eugène Lourié.

## Galerie d'œuvres

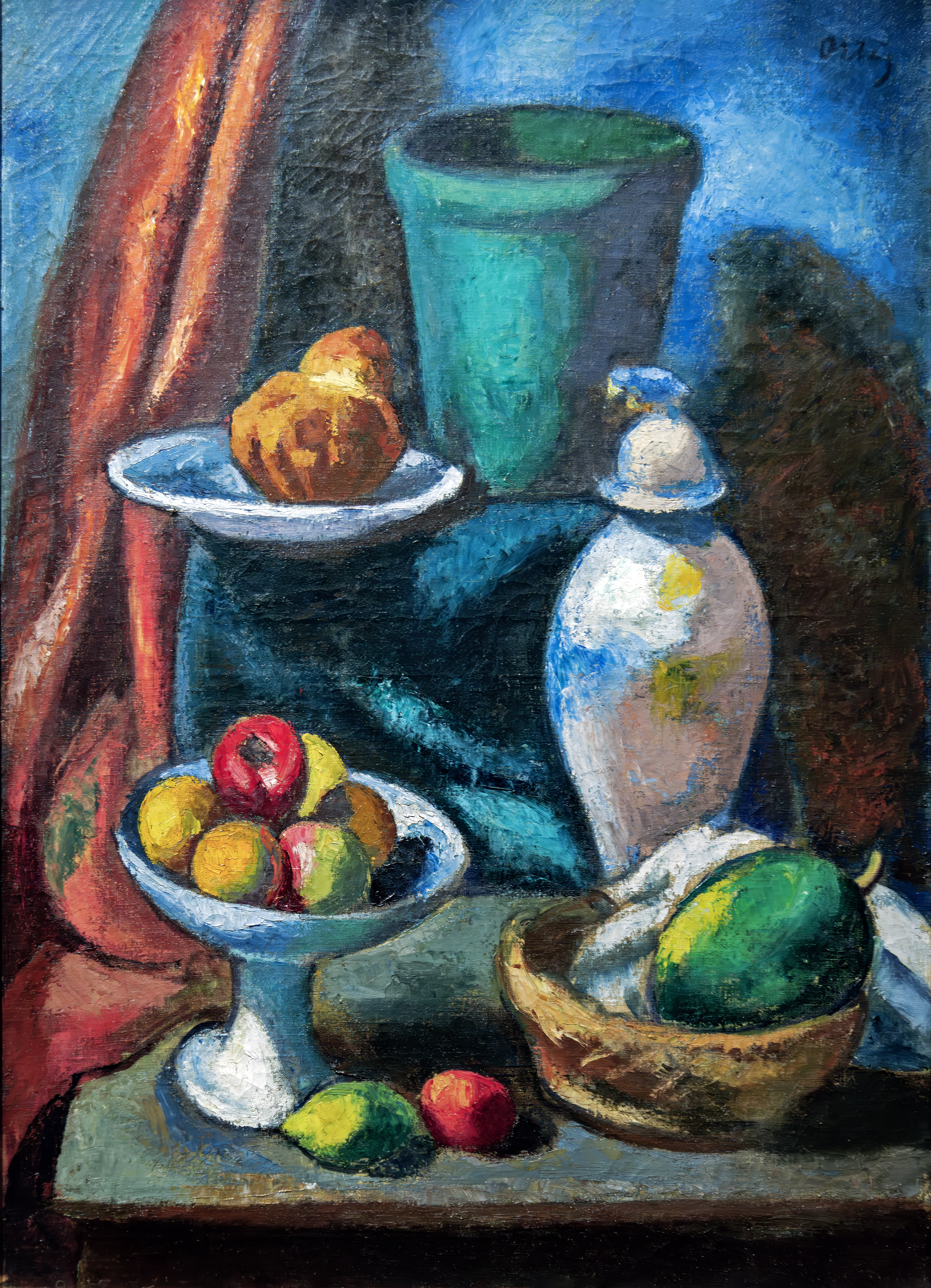
Nature morte au compotier.
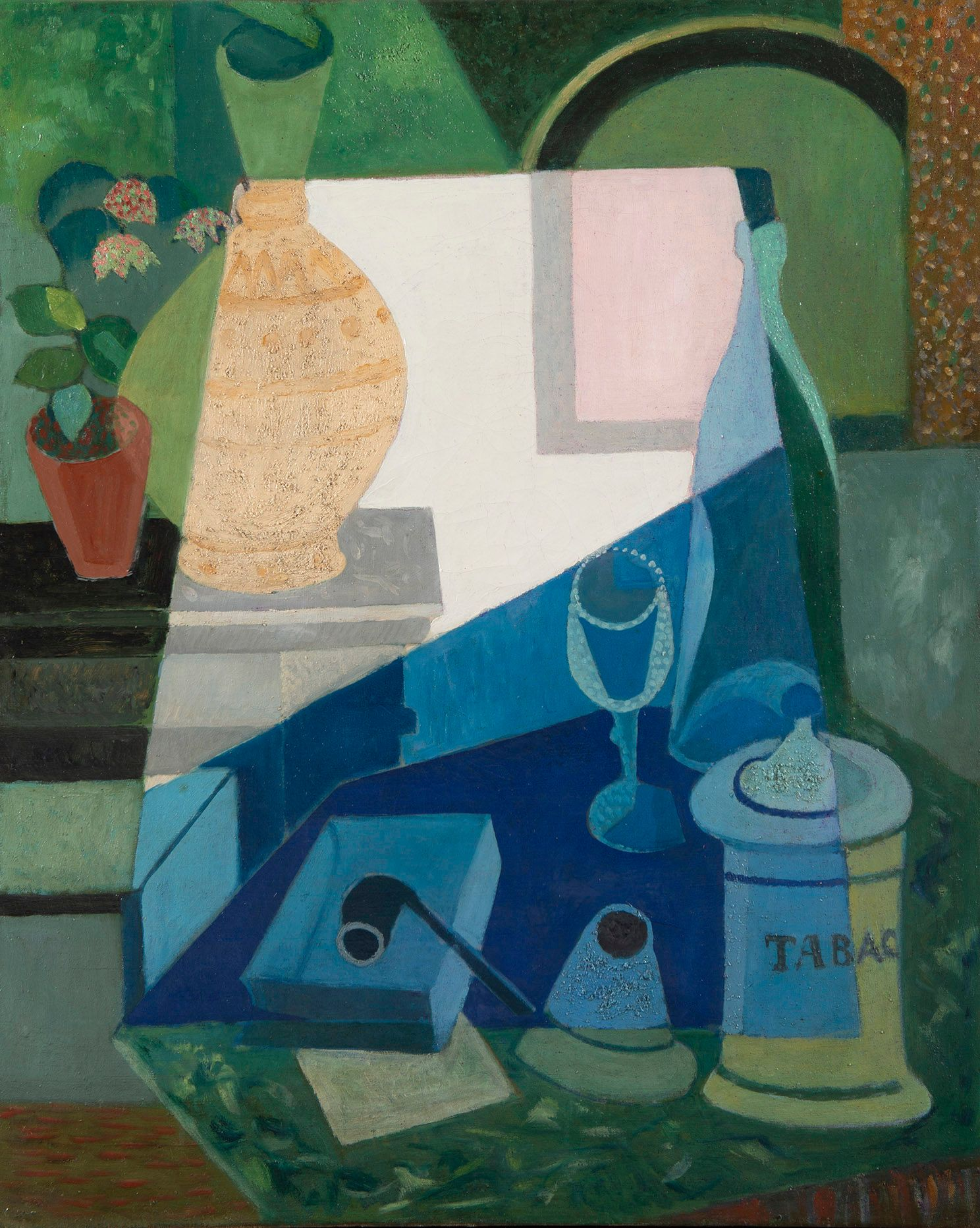
Nature morte à la pipe.
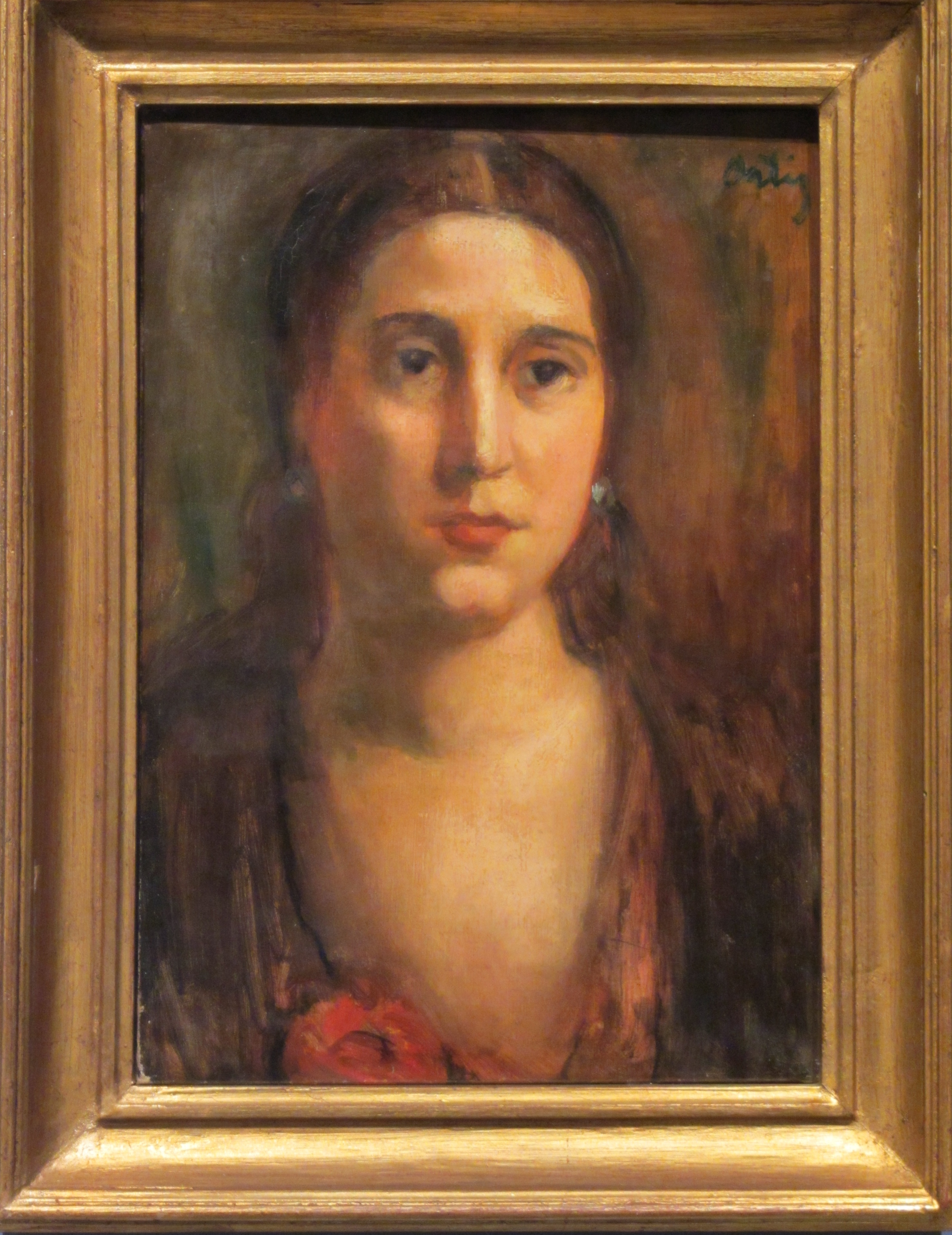
Portrait de la peintre Chela Aranis.